# Siccativation

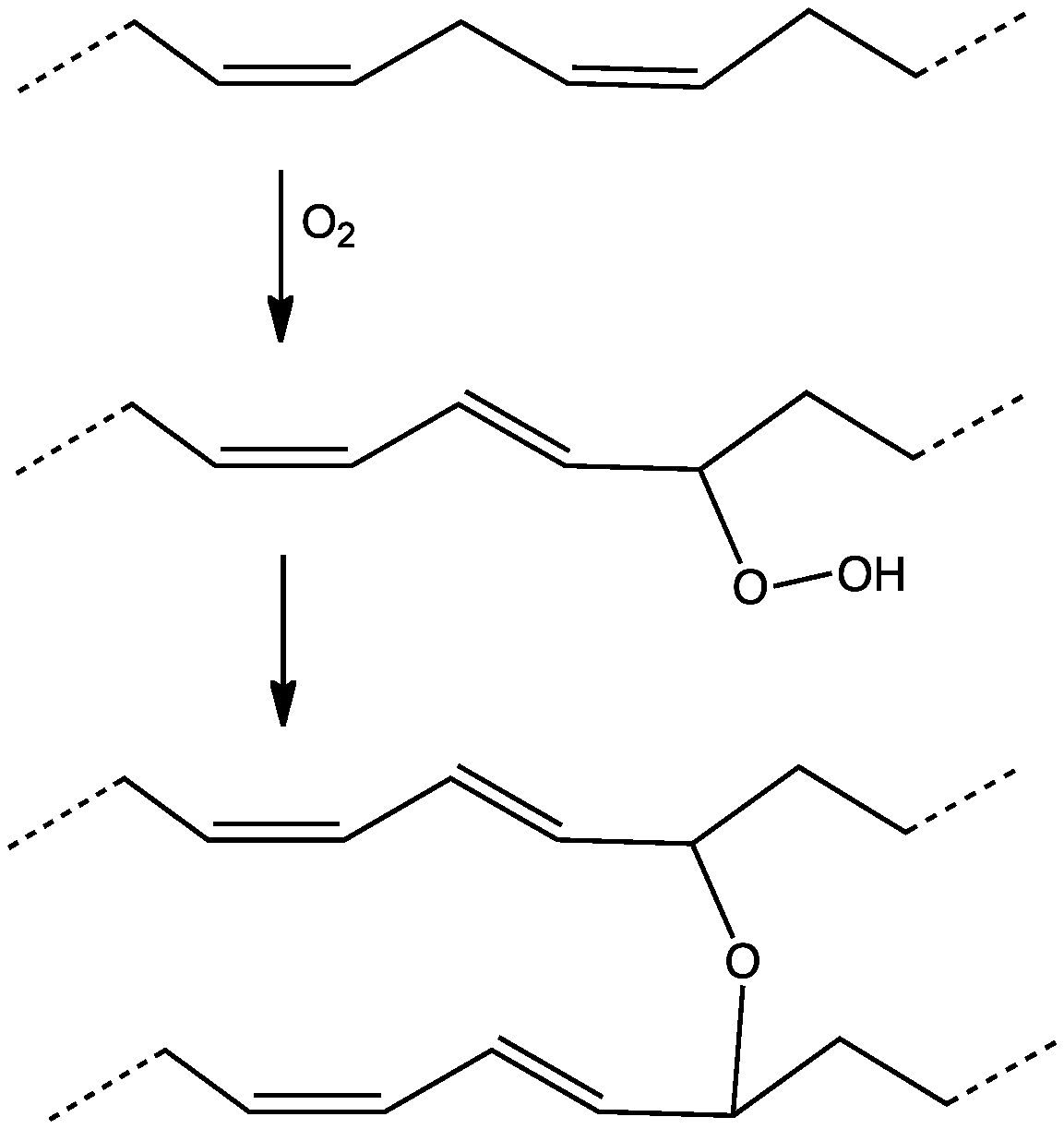
Schéma de principe.

La siccativation est le phénomène complexe très lent d'oxydation des insaturations des acides gras contenus dans des liants, tels certaines huiles (huile de lin, huile de soja, etc.), résines alkydes ou esters époxydiques. En présence de l'oxygène de l'air, des hydroperoxydes sont formés et des liaisons covalentes s'établissent entre les chaînes d'acide gras (réticulation).
La formation du film par oxydation (« séchage », ou plus exactement durcissement) s'effectue très lentement. Elle peut cependant être accélérée en présence de siccatifs qui sont des composés métalliques plus ou moins solubles (ex. : oxydes de plomb ou de zinc, sels organiques de cobalt, etc.).
Une mesure courante de la siccativité d'une huile est l'indice d'iode, qui renseigne sur son nombre de doubles liaisons.